# 26793 Bolshoi
26793 Bolshoi eller 1977 AC2 är en asteroid i huvudbältet som upptäcktes den 13 januari 1977 av den rysk-sovjetiske astronomen Nikolaj Tjernych vid Krims astrofysiska observatorium på Krim. Den har fått sitt namn efter Bolsjojteatern i Moskva.
Asteroiden har en diameter på ungefär 8 kilometer och den tillhör asteroidgruppen Eunomia.